# Statue of Liberty (American Football)
Statue of Liberty ist im American Football die Bezeichnung eines Trickspielzugs, bei dem der Quarterback nach dem Snap durch den Center mit seinem Wurfarm einen Pass vortäuscht, während er den Football nahezu zeitgleich mit seiner anderen Hand hinter seinem Rücken an einen Runningback oder Wide Receiver übergibt. Ziel dieser Aktion ist es, die Aufmerksamkeit der Verteidigungsspieler der gegnerischen Mannschaft in die Richtung des vorgetäuschten Passes zu lenken, während der ballaufnehmende Spieler in Richtung der entgegengesetzten Spielfeldseite läuft, um einen größeren Raumgewinn oder einen Touchdown zu erzielen. Benannt ist der Spielzug nach der Freiheitsstatue in New York City, da die Körperhaltung des Quarterbacks im Moment der Ausführung – ein Arm erhoben zum vorgetäuschten Wurf, ein Arm an der Seite beziehungsweise hinter dem Rücken – an die Gestaltung der Freiheitsstatue erinnert.
Der Spielzug ist für die Verteidigung schwer zu durchschauen, erfordert jedoch andererseits ein hohes Maß an Koordination zwischen dem Quarterback und dem ballaufnehmenden Spieler hinsichtlich der zeitlichen Abstimmung und der Bewegungsabläufe. Die Idee zu diesem Spielzug wird Amos Alonzo Stagg zugeschrieben, der von 1892 bis 1932 rund vier Jahrzehnte lang als Trainer an der University of Chicago tätig war. Spielentscheidend war ein Statue-of-Liberty-Spielzug beispielsweise im Rose Bowl 1949, den die Mannschaft der Northwestern University nach einem Touchdown über 45 Yards mit 20:14 gegen das favorisierte Team von der University of California, Berkeley gewann. Auch im Fiesta Bowl 2007 zwischen den Mannschaften von der Boise State University und der University of Oklahoma setzte sich mit den Boise State Broncos die Außenseitermannschaft durch, nachdem sie in der Verlängerung eine Two-Point Conversion mit Hilfe dieses Spielzugs zum 43:42-Endstand verwandelten.
In einer abgewandelten Variante dieses Spielzuges wird neben dem Pass auch die Ballübergabe durch den Quarterback nur vorgetäuscht. Folgt dann die verteidigende Mannschaft mehrheitlich dem Spieler, den sie irrtümlich für den ballführenden Spieler hält, versucht der sich weiterhin in Ballbesitz befindliche Quarterback selbst einen Laufspielzug zur entgegengesetzten Spielfeldseite.